# Мачји крик
Мачји крик је српски драмски филм из 2024 године у режији Сање Живковић по сценарију Горана Паскаљевића и Ђорђа Сибиновића.
Светска премијера филма биће одржана на Међународном филмском фестивалу у Ванкуверу 1. октобра 2024 године., 
Београдска премијера филма је планиранa током 2025 године.

## Радња
У малом српском граду, Милена сања о слави и независности под утицајем српског музичког канала.
Њене амбиције и планови за будућност су доведени у питање када роди бебу са ретком генетском болешћу званом Синдром мачјег плача.
Док њен партнер Игор и његова породица одбијају да преузму одговорност за бебу, њен отац Стамен, пензионисани фабрички радник, наговара Милену да напусти Игора и врати се кући, нудећи да заједно одгајају дете.
Преплављена осећањима и уплашена за своју будућност, Милена нестаје. Сада Стамен и његова нова супруга Вера морају да се боре против неефикасног српског социјалног система за старатељство над својом унуком, док Милена покушава да пронађе свој пут..

## Улоге
| Глумац                | Улога  |
| --------------------- | ------ |
| Јасмин Гељо           | Стамен |
| Андријана Ђорђевић    | Милена |
| Сања Микитишин        | Вера   |
| Сергеј Трифуновић     |        |
| Марија Шкаричић       | Нада   |
| Срђан Милетић         |        |
| Денис Мурић           | Игор   |
| Сања Крајнов          |        |
| Весна Паштровић Шашић |        |
| Љубиша Милишић        |        |
| Оливера Викторовић    |        |
| Ненад Ј. Поповић      |        |
| Тамара Алексић        |        |
| Предраг Пауновић      |        |
| Марија Вајнер         |        |
| Ана Стефановић Билић  |        |
| Јелена Јокић          |        |
| Југослав Крајнов      |        |